# Mötley Crüe
Mötley Crüe [ˈmɑːtli kɹuː] (englisch motley crew „zusammengewürfelter Haufen“ bzw. „kunterbunter Haufen“) ist eine US-amerikanische Glam-Metal-Band, die 1980 in Los Angeles von Nikki Sixx, Mick Mars, Tommy Lee und Vince Neil gegründet wurde. Sowohl Sänger Neil als auch Schlagzeuger Lee wurden in den 1990er Jahren zeitweise durch andere Musiker ersetzt, wurden aber zurückgeholt. Trotz vieler rechtlicher Streitigkeiten und privater Probleme bestand die Band bis 2015 in ihrer Originalbesetzung. Ende 2018 reformierte sich die Band für die Veröffentlichung des Soundtracks für den die Biographie der Band behandelnden Film The Dirt, der im März 2019 erschien. 2023 wurde Mars durch John 5 ersetzt.
Mötley Crüe sind einer der bekanntesten Benutzer des Heavy-Metal-Umlauts und Vorreiter einer Musikrichtung, die viele andere Bands hervorbrachte. Bis heute haben sie weltweit etwa 28 Millionen Alben verkauft.

## Geschichte
Die Band wurde im Januar 1980 von Bassist Nikki Sixx gegründet, nachdem sich dieser von der Band London getrennt hatte. Sixx fragte seinen ehemaligen Bandkollegen Greg Leon, ob dieser nicht noch ein paar Musiker kenne, die mit ihm eine Band gründen wollten. Leon empfahl ihm den Schlagzeuger Tommy Lee, damals Mitglied der Band Suite 19. Sixx und Lee suchten nun nach weiteren Musikern. Durch eine Anzeige in einem Musikmagazin trafen sie den Gitarristen Mick Mars.
Da die Band noch immer ohne Namen war, schlug Sixx den Namen Xmass vor, was jedoch von den anderen Bandmitgliedern schnell abgelehnt wurde. Mick Mars erinnerte sich an den Kommentar eines Bassisten einer seiner alten Bands, der die Bandmitglieder als „bunten Haufen“ (engl.: motley crew) bezeichnete – daher entschied die Band, sich Mottley Krew zu nennen, was später in Mötley Crüe geändert wurde. Die Umlautzeichen wurden in Anlehnung an die Biermarke Löwenbräu gewählt, die nach Aussage der Bandmitglieder ihr Lieblingsbier war. Einzig ein Sänger fehlte noch. Dieser wurde durch Zufall gefunden. Eigentlich wollte die Band den Gitarristen der Band Rock Candy überreden, in die Band zu kommen. Mick Mars konnte sich jedoch mit seiner Meinung durchsetzen, dass ein Gitarrist reiche, und stattdessen wurde Vince Neil nach einem Konzert von Rockandi als Sänger abgeworben.
Rockandi war von James Alverson (Gitarre) gegründet worden, neben Vince Neil gehörten noch der Schlagzeuger Robert Stokes und der Bassist Joe Marks zur Gruppe. Die eigenwillige Schreibweise des Bandnamens war dabei bewusst gewählt.

### 1980er Jahre
Mötley Crüe nahmen im November 1981 das Debütalbum Too Fast for Love auf. Das Album wurde von der Band selbst produziert und auf dem bandeigenen Label Leathür Records veröffentlicht. Der Erfolg des Albums in der Los-Angeles-Club-Szene verhalf der Band Anfang 1982 zu einem Plattenvertrag mit Elektra Records. Das Album wurde remastert und am 20. August 1982 erneut veröffentlicht.

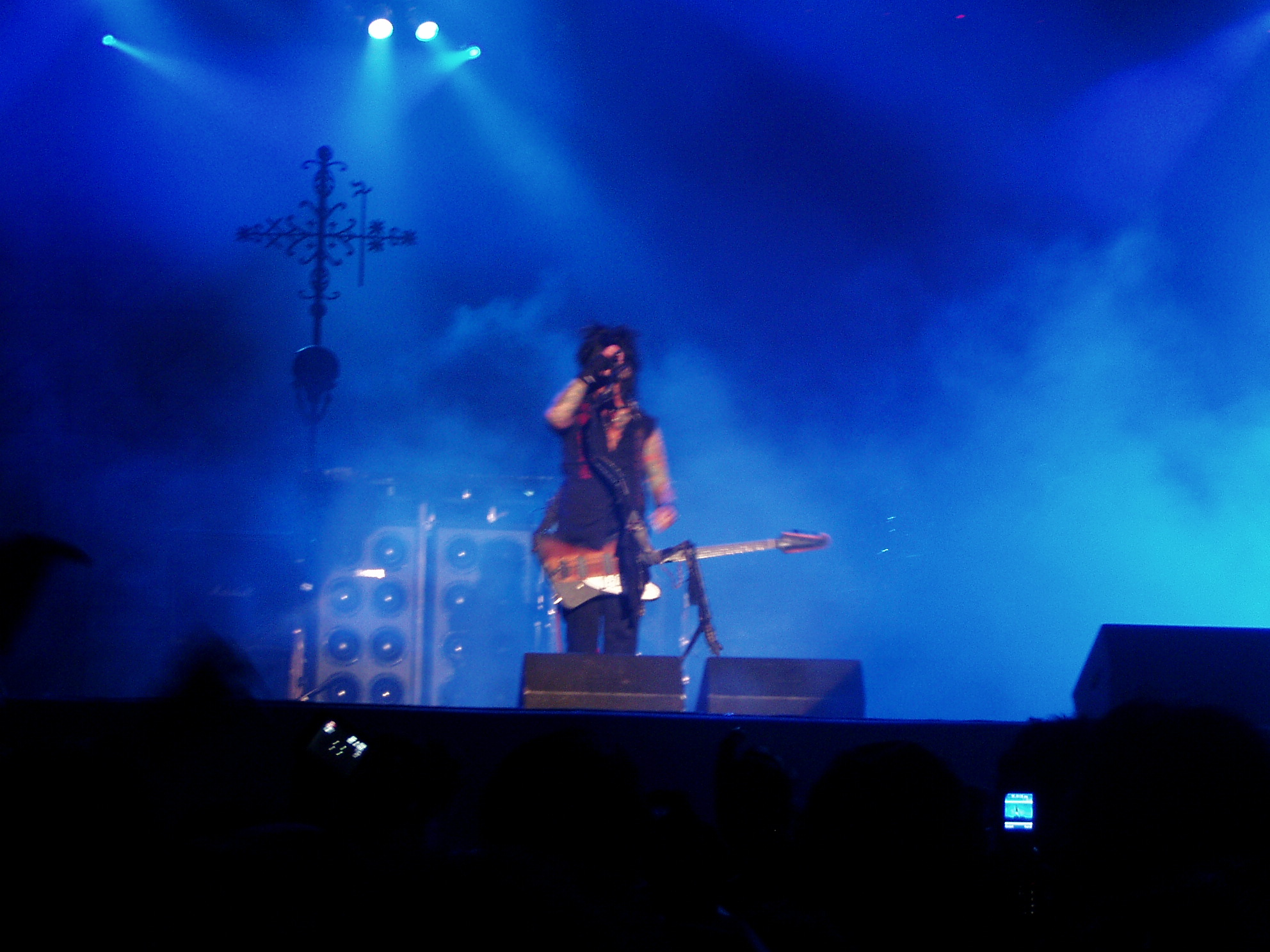
Live (2007)

Mötley Crüe wurden schnell zu einer der populärsten Bands des Landes – berühmt sowohl für ihre Musik als auch für ihren massiven Drogenkonsum. Die Mischung aus Heavy-Metal- und Glam-Rock-Einflüssen bescherte der Band in den 1980ern einige sehr erfolgreiche Alben. Zu diesen gehörten Shout at the Devil (1983), Theatre of Pain (1985) und Girls, Girls, Girls (1987). Die Songs handelten von ihrer Liebe zu Motorrädern, Whiskey und Strip Clubs und erzählten von den stetigen Eskapaden mit Drogen und Sexorgien.
Im August 1989 spielten sie beim Moscow Music Peace Festival neben Bands wie Bon Jovi, Ozzy Osbourne, Scorpions, Skid Row und Cinderella.
Die Band erreichte den Höhepunkt ihrer Karriere mit dem Erscheinen des fünften Albums Dr. Feelgood am 23. September 1989. Das Album stieg am 14. Oktober desselben Jahres auf den ersten Platz der Billboard Charts und verblieb in diesen für 109 Wochen.

### 1990er Jahre
In den 1990er Jahren war Mötley Crüe eher für die Ehefrauen der Bandmitglieder als für ihre Musik berühmt. Sowohl Lee als auch Sixx heirateten ehemalige Playboy-Playmates und Darstellerinnen der Fernsehserie Baywatch – Die Rettungsschwimmer von Malibu. Lee heiratete Pamela Anderson und Sixx Donna D’Errico. Sänger Neil heiratete das Playmate Heidi Mark. Von diesen Ehen hatte jedoch keine dauerhaften Bestand.
Vince Neil musste die Band im Februar 1992 nach internen Streitigkeiten verlassen. Für reichlich Unmut bei den drei verbliebenen Bandmitgliedern hatten die anhaltende Disziplinlosigkeit, der Arbeitsunwille und mangelnde Zuverlässigkeit von Frontmann Neil gesorgt. Er begann eine anfangs erfolgreiche Solo-Karriere. Nachdem Nikki Sixx in einem Interview mit dem Magazin Spin die Frage nach seinen aktuellen musikalischen Favoriten damit beantwortet hatte, dass er von The Scream begeistert sei, rief deren Sänger John Corabi am 14. Februar 1992 das Mötley-Crüe-Management an, um sich zu bedanken. Kurz nachdem er das Gespräch beendet hatte, teilte ihm Nikki Sixx per Anruf mit, dass Vince Neil die Band verlassen habe und die Crüe nach einem neuen Sänger suche. Er nahm Sixx’ Einladung an, spielte am 17. und 18. Februar 1992 vor und bekam den Job als Sänger von Mötley Crüe. Nach der Trennung verlor Schlagzeuger Tommy Lee für dreieinhalb Jahre den persönlichen Kontakt zu Ex-Sänger Vince Neil. Als jedoch Skylar, die kleine Tochter von Neil, im August 1995 an Nierenkrebs verstarb, rief Tommy Lee ihn per Telefon an, um ihn seelisch aufzubauen.

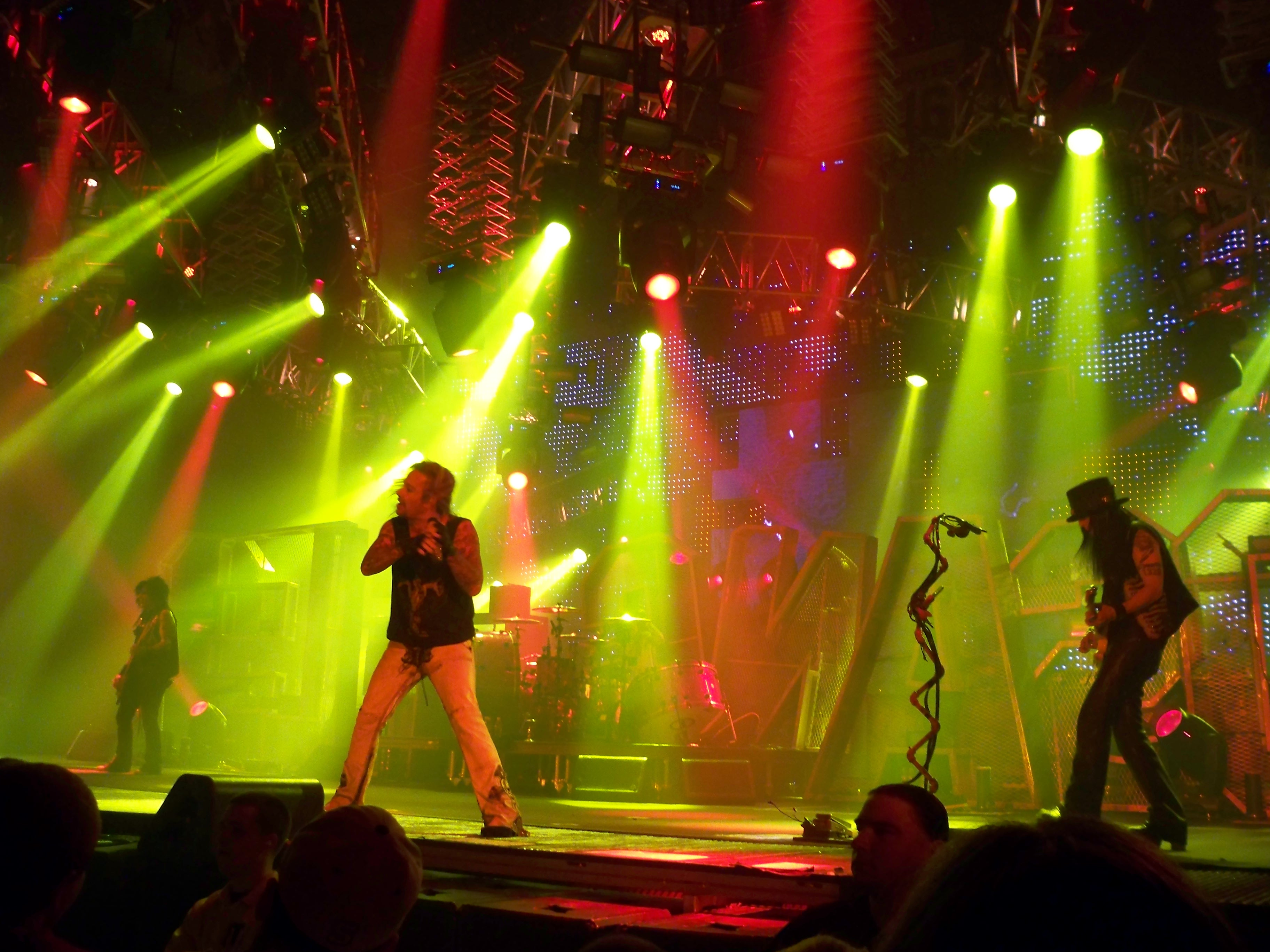
Live in Erie (2009)

2013 behauptete Sebastian Bach, Mötley Crüe hätten ihn zu dieser Zeit gefragt, ob er diesen ersetzen wolle. Nikki Sixx reagierte sauer und bezichtigte Bach der Lüge. Daraufhin postete Bach auf seiner Facebook-Seite ein Interview, in dem Nikki Sixx 1994 selbst darüber berichtet, zuerst Bach, dann Steve Perry von Journey und zuletzt John Corabi gefragt zu haben. Corabi wurde im September 1992 als neuer Sänger der Gruppe vorgestellt, hatte jedoch schon zahlreiche Songs für das nächste Crüe-Album (Arbeitstitel: Til Death Do Us Part) mit der Band geschrieben. Das 1994 erschienene Album, das schlicht Mötley Crüe hieß und von Bob Rock produziert worden war, war jedoch kommerziell nicht erfolgreich, vor allem wohl deshalb, weil die Fans der Band den Wechsel des Band-Sounds weg vom Glam und hin zu härteren, zeitgemäßen Klängen nicht abnahmen. Das Album stieg zwar am 2. April 1994 auf Platz 7 der Billboard 200 ein, landete aber nach zehn Wochen bereits auf Platz 194 und verschwand dann ganz aus den Charts.
Während der Arbeiten an dem Album Generation Swine 1997 insistierte das Plattenlabel, dass Vince Neil aus kommerziellen Gründen zur Band zurückkehren solle. Dieser nahm, auch weil seine eigene Karriere mittlerweile im Sande verlief, das Angebot an, was das Aus von John Corabi bei Mötley Crüe bedeutete. Die Titel Flush und Let Us Prey auf Generation Swine sind noch unter Mitwirkung von Corabi entstanden.
Tommy Lee war mit dieser Entwicklung nicht einverstanden, da er eine musikalische Rückwärtsorientierung wahrnahm, nahm mit der Gruppe 1998 aber noch die beiden neuen Titel für das Best-of-Album Greatest Hits (Bitter Pill und Enslaved) auf. Er spielte auch auf der anschließenden Tournee mit der Band, verkündete danach jedoch seinen Ausstieg aus der Band.

### 2000 bis 2015
Er wurde durch Randy Castillo ersetzt, der vormals das Schlagzeug in der Band von Ozzy Osbourne gespielt hatte. Mit ihm nahm die Gruppe das Album New Tattoo auf, das im Jahr 2000 veröffentlicht wurde. Vor der zugehörigen Tournee erkrankte Castillo an Krebs. Für die Tournee wurde er durch Samantha Maloney, Schlagzeugerin der Band Hole, ersetzt. Castillo starb am 26. März 2002.
2001 erschien ihre Autobiografie The Dirt, die in der Regie von Jeff Tremaine verfilmt wurde und im März 2019 erstmals auf Netflix ausgestrahlt wurde. 2004 erwies der Spielwaren-Hersteller McFarlane Toys der Band seine Reverenz, als er Miniatur-Skulpturen aller vier Musiker im Outfit der Shout at the Devil Tour veröffentlichte.

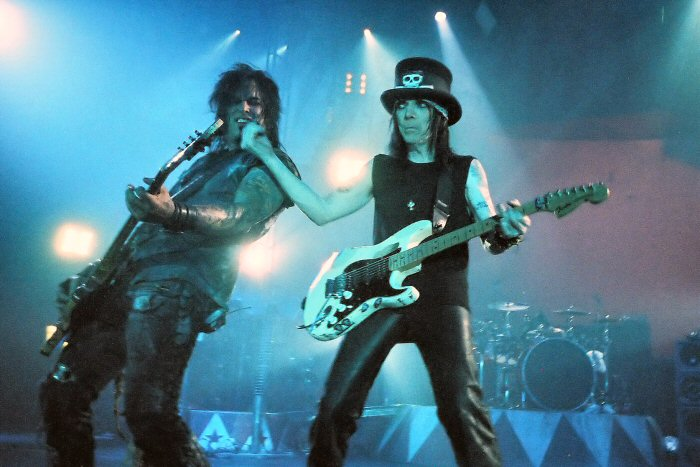
Live in Glasgow (2005)

In den letzten Jahren spielte Sixx in den Bands 58 (ursprünglicher Projektname 1958 nach Nikkis Geburtsjahr) und Brides of Destruction, Lee in Methods of Mayhem und als Solokünstler, und Neil tourte jährlich als Solokünstler, wobei er hauptsächlich Mötley-Crüe-Lieder sang. Mars litt an schweren Rückenproblemen durch seine Krankheit Spondylitis ankylosans, die im Alter von 20 Jahren bei ihm diagnostiziert worden war.
Im September 2004 verkündete Sixx, dass er und Neil neue Lieder aufnehmen würden. 2004 wurde eine Tour in Originalbesetzung geplant, die am 14. Februar in San Juan starten sollte. Das dazugehörige Album zu der Tour erschien im Februar 2005 und heißt Red, White, & Crüe, auf dem drei neue Lieder (darunter ein The-Rolling-Stones-Cover) sowie die Lieblingslieder der Bandmitglieder zu hören sind.
Im Zuge dieser Veröffentlichung kam es wie geplant zur großen Reuniontour, welche die Crüe im Sommer 2005 auch zum ersten Mal seit 1991 (damals noch im Zuge der Monsters-of-Rock-Tournee mit AC/DC, Metallica, Queensrÿche und Black Crowes) wieder nach Deutschland führte. Beim Rock am Ring und Rock im Park fanden diese Konzerte statt.
Im Januar 2006 wurde die Live-DVD Carnival of Sins veröffentlicht. Fast zeitgleich verkündete Nikki Sixx, dass bereits an einem neuen Mötley Crüe Album gearbeitet wird.
Am 25. Januar 2006, kurz vor dem dritten Teil ihrer Carnival-of-sins-Reunion-Tour, erhielten Mötley Crüe 25 Jahre nach der offiziellen Gründung der Band einen Stern auf dem Walk of Fame in Hollywood.
Nachdem das letzte Live-Album Entertainment or Death (1999) noch eine Sammlung von Live-Aufnahmen aus verschiedenen Konzerten und Zeitabschnitten war, veröffentlichten Mötley Crüe im Mai 2006 auch in Deutschland (nachdem es bereits Anfang des Jahres in Amerika veröffentlicht wurde) das Album Carnival of Sins – live. Hierbei handelt es sich um einen kompletten Konzertmitschnitt, welcher mit der DVD-Version identisch ist. Ebenfalls im Mai erscheint eine Hörbuch-Version von The Dirt, die von Ralf Richter gelesen wird, aber dem Umfang des Buches keinesfalls gerecht wird, weil nur Ausschnitte aus einzelnen Kapiteln vorgetragen werden.
Im April 2008 erschien das Lied Saints of Los Angeles bei AOL Music. Das gleichnamige Album wurde Mitte Juli 2008 veröffentlicht.
Im Sommer 2009 besuchte die Crüe nach etlichen Jahren im Zuge der „Saints of Los Angeles European Tour“ wieder Deutschland und spielte dabei in München, Stuttgart, Berlin und Köln. Vorbands waren Duff McKagan's Loaded und Backyard Babies.
2013 gab Sänger Vince Neil bekannt, dass sich die Band 2015, nach einer Abschiedstour, auflösen wolle. Er sagte zwar, dass er nicht kategorisch ausschließe, jemals neue Projekte mit seinen Kollegen zu machen, doch dies werde frühestens in zehn Jahren zu erwarten sein. Eine Hinauszögerung der Abschiedstour schloss Neil jedoch aus. Er, und später auch Tommy Lee, nannten Mick Mars’ Gesundheit als Grund für die Auflösung. Dieser bestritt dies aber. Des Weiteren wolle man die Band auf ihrem Zenit beenden.
Nach der angekündigten Abschiedstour mit Alice Cooper im Vorprogramm löste sich die Band am 31. Dezember 2015 nach drei Konzerten im Staples Center in Los Angeles auf. Das letzte der Konzerte wurde für Veröffentlichungen aufgezeichnet.

### Seit 2015

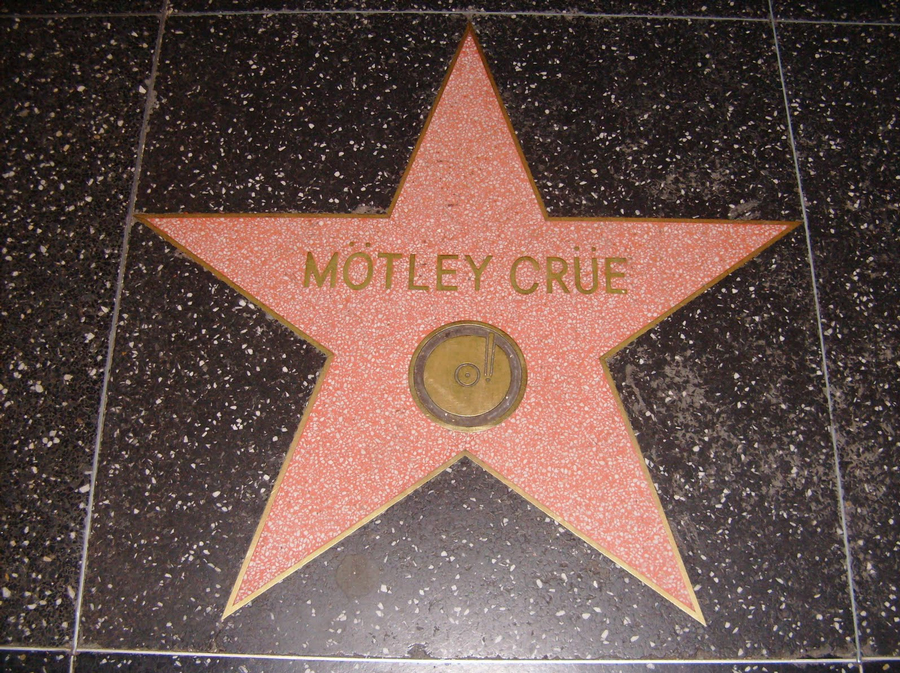
Stern auf dem Hollywood Walk of Fame

Mötley Crüe sollten bei der Amtseinführung des neu gewählten 45. Präsidenten der USA am 20. Januar 2017 auftreten, wurden jedoch wieder ausgeladen. Die Einladung hätte nur gegolten, wenn die demokratische Präsidentschaftskandidatin Hillary Clinton gewonnen hätte.
Die Filmbiographie The Dirt – Sie wollten Sex, Drugs & Rock’n’Roll wurde im März 2019 veröffentlicht. Am 18. November 2019 gab Mötley Crüe die Wiedervereinigung der Band bekannt. Dies geschah in einem Statement, das die Band auf ihren öffentlichen Kanälen in Form eines Videos veröffentlichte. Das Statement wird vom Rapper Machine Gun Kelly gesprochen, der in The Dirt Tommy Lee darstellt. Die Band kündigte weiterhin an, mit der Band Poison und Def Leppard 2020 auf Stadiontournee durch die USA gehen zu wollen. Am 1. Juni 2020 wurde die Tour jedoch wegen der COVID-19-Pandemie auf Juni bis September 2021 verlegt. Sie wurde dann erneut auf Juni 2022 verschoben.
Im November 2021 verkauften Mötley Crüe zudem die Rechte ihres gesamten Backkatalogs an BMG Rights Management. Im Februar 2023 wurde auf der offiziellen Instagram-Seite der Band der Beitritt von John 5 als Gitarrist bestätigt. Mick Mars hat sich aufgrund seiner Krankheit dazu entschieden, nicht mehr live aufzutreten.

## Diskografie
Studioalben

| Jahr | Titel                 | Höchstplatzierung, Gesamtwochen, AuszeichnungChartplatzierungen (Jahr, Titel, Platzierungen, Wochen, Auszeichnungen, Anmerkungen) | Höchstplatzierung, Gesamtwochen, AuszeichnungChartplatzierungen (Jahr, Titel, Platzierungen, Wochen, Auszeichnungen, Anmerkungen) | Höchstplatzierung, Gesamtwochen, AuszeichnungChartplatzierungen (Jahr, Titel, Platzierungen, Wochen, Auszeichnungen, Anmerkungen) | Höchstplatzierung, Gesamtwochen, AuszeichnungChartplatzierungen (Jahr, Titel, Platzierungen, Wochen, Auszeichnungen, Anmerkungen) | Höchstplatzierung, Gesamtwochen, AuszeichnungChartplatzierungen (Jahr, Titel, Platzierungen, Wochen, Auszeichnungen, Anmerkungen) | Anmerkungen                                                                             |
| Jahr | Titel                 | DE | AT | CH | UK | US | Anmerkungen                                                                             |
| ---- | --------------------- | --- | --- | --- | --- | --- | --------------------------------------------------------------------------------------- |
| 1981 | Too Fast for Love     | — | — | CH95 (1 Wo.)CH | — | US77 Platin · (62 Wo.)US | Erstveröffentlichung: 10. November 1981 Charteinstieg in CH erst 2022                   |
| 1983 | Shout at the Devil    | DE42 (1 Wo.)DE | — | CH59 (2 Wo.)CH | — | US17 ×4Vierfachplatin · (111 Wo.)US                                                                                               | Erstveröffentlichung: 26. September 1983 Charteinstieg in CH erst 2022, in DE erst 2023 |
| 1985 | Theatre of Pain       | DE44 (9 Wo.)DE | — | CH25 (4 Wo.)CH | UK36 (3 Wo.)UK | US6 ×4Vierfachplatin · (72 Wo.)US                                                                                                 | Erstveröffentlichung: 21. Juni 1985                                                     |
| 1987 | Girls, Girls, Girls   | DE46 (4 Wo.)DE | — | CH13 (7 Wo.)CH | UK14 Silber · (11 Wo.)UK | US2 ×4Vierfachplatin · (46 Wo.)US                                                                                                 | Erstveröffentlichung: 15. Mai 1987                                                      |
| 1989 | Dr. Feelgood          | DE21 (14 Wo.)DE | — | CH7 Gold · (12 Wo.)CH | UK4 Gold · (7 Wo.)UK | US1 ×6Sechsfachplatin · (109 Wo.)US                                                                                               | Erstveröffentlichung: 1. September 1989                                                 |
| 1994 | Mötley Crüe           | DE55 (9 Wo.)DE | AT25 (7 Wo.)AT | CH21 (8 Wo.)CH | UK17 (2 Wo.)UK | US7 Gold · (10 Wo.)US | Erstveröffentlichung: 15. März 1994                                                     |
| 1997 | Generation Swine      | — | — | — | UK80 (1 Wo.)UK | US4 Gold · (9 Wo.)US | Erstveröffentlichung: 24. Juni 1997                                                     |
| 2000 | New Tattoo            | — | — | — | — | US41 (6 Wo.)US | Erstveröffentlichung: 11. Juli 2000                                                     |
| 2008 | Saints of Los Angeles | DE88 (1 Wo.)DE | AT73 (1 Wo.)AT | CH42 (4 Wo.)CH | UK78 (1 Wo.)UK | US4 (12 Wo.)US | Erstveröffentlichung: 24. Juni 2008                                                     |

grau schraffiert: keine Chartdaten aus diesem Jahr verfügbar